# Kemal Kılıçdaroğlu
Kemal Kiliçdaroglu (* 17. prosince 1948 Ballıca v provincii Tunceli) je turecký politik, od roku 2010 předseda Republikánské lidové strany a tím zároveň vůdce opozice. Byl také protikandidátem vládnoucího prezidenta Erdoğana v prezidentských volbách v roce 2023.
Pochází z alevitské rodiny Cebeligillerů, ale jeho otec si v roce 1950 změnil příjmení na Kılıçdaroğlu. Základní a střední školství absolvoval v Ercişu, Tunceli, Gençu a Elazığu. V roce 1971 získal bakalářský titul z ekonomie na univerzitě Gazi v Ankaře. V roce 1974 se oženil a je otcem tří dětí. Po škole pracoval na ministerstvu financí a pak se v roce 1991 stal ředitelem Sociální pojišťovny pro samostatně výdělečně činné Bağ-Kur a následně pracoval v letech 1992 až 1999 u Sociální pojišťovny SSK. V roce 1999 vstoupil do Demokratické levicové strany premiéra Bülenta Ecevita.
V parlamentních volbách v roce 2002 se dostal do tureckého parlamentu jako kandidát za Republikánskou lidovou stranu v Istanbulu a ve volbách v roce 2007 svůj mandát obhájil. V roce 2009 kandidoval na starostu Instanbulu, ale porazil jej obhajující Kadir Topbaş. V roce 2010 byl zvolen předsedou Republikánské lidové strany na místo Denize Baykala, který musel odstoupit kvůli korupčnímu skandálu. V roce 2012 byl zvolen místopředsedou Socialistické internacionály.
V květnu 2023 těsně prohrál ve druhém kole prezidentských voleb 2023 proti dosavadnímu prezidentovi Recepu Tayyip Erdoğanovi.